# Ciocănești (gmina)
Ciocănești – gmina w Rumunii, w okręgu Suczawa. Obejmuje miejscowości Botoș i Ciocănești. W 2011 roku liczyła 1384 mieszkańców.